# D-2 (видео)
D-2 формат цифровой видеозаписи разработанный фирмой Ampex в 1988 году. Цифровые видеомагнитофоны формата D-2 осуществляют запись полного (композитного) сигнала NTSC или PAL.

## Формат
В формате D-2 применяется наклонно-строчная сегментированная запись на 3/4-дюймовую магнитную ленту. В формате D-2 используются 3 типа видеокассет различной длительности: 32, 94 и 208 минут. Лента — металлопорошковая, коэрцитивная сила-120 КА/м.
При записи сигналов NTSC одно ТВ поле и соответствующее звуковое сопровождение занимают 6 строчек, а сигналов PAL — 8 строчек. В качестве частоты дискретизации сигналов видео используется 4-я гармоника цветовой поднесущей, квантование по уровню — 8 разрядов (бит на отсчет). Частота дискретизации сигналов звука 48 КГц, квантование — 20 бит. Записываемый в формате D-2 цифровой поток достигает 154 Мбит/с.
Из-за высокой продольной плотности записи в формате D-2 отсутствуют защитные промежутки между строчками. Для этого применяется азимутальная магнитная запись с развернутыми зазорами магнитных головок. При этом оказывается допустимым и частичное перекрытие строчек, а, следовательно, возможной запись и воспроизведение головками, ширина которых несколько больше ширины строчки.
В качестве канального в формате D-2 используется код Миллера в квадрате.
Кроме наклонных на магнитной ленте записываются и три продольные дорожки. На расстоянии 0,2 мм от базового края ленты расположена дорожка временного кода — её ширина 0,5 мм. Защитным промежутком 0,1 мм от неё отделена дорожка канала управления шириной 0,7 мм. Эта дорожка используется в целях поиска на слух фрагментов видеофонограммы. Общая длина программной строчки 150,71 мм и видеосектора 135,39 мм. Угол наклона строк 6,1326°.
Азимутальная запись в сочетании с мощной системой коррекции ошибок позволили разместить звуковые сектора в начале и конце программных строчек. Такое решение упрощает кодирование видеоданных и повышает качество воспроизведения в специальных режимах (при больших скоростях). Азимутальные углы разворота рабочих зазоров видеоголовок в формате D-2 составляют для первой строчки +14,97 град, для второй — −15,03 град

## Технические характеристики
Видео
- Частота дискретизации, МГц — 17.73 (PAL) и 14.32 (NTSC)
- Стандарт кодирования — 4fsc
- Записываемый видеосигнал — композитный
- Квантование, бит/отсчет — 8
- Поток информации (полный), Мбит/с — 154

Звук
- Частота дискретизации, кГц — 48
- Квантование, бит/отсчет — 20
- Число каналов — 4

Параметры формата
- Число видеоголовок — 4-8
- Диаметр барабана, мм — 96,4
- Скорость вращения, об/с — 100
- Скорость лента-головка м/с — 30,4
- Угол видеострочки — 6,13°
- Ширина строчек, мкм — 35
- Шаг строчек, мкм — 35
- Азимут — +/-15°

Параметры носителя
- Ширина ленты, мм — 19,01
- Толщина ленты, мкм — 13
- Рабочий слой — Металлопорошковый
- Размеры кассет, мм:
  - 172 х 109 х 33
  - 254 х 150 х 33
  - 366 х 206 х 33
- Время записи на кассеты, мин.: 32, 94, 208